# Kompas magnetyczny

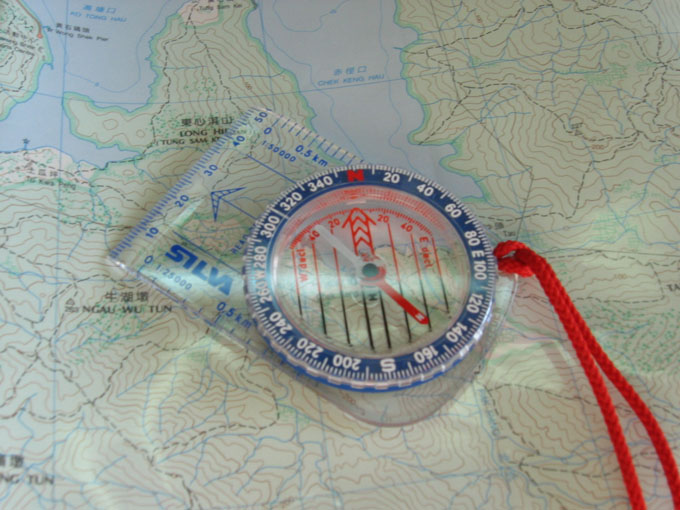
Kompas turystyczny wykorzystywany do orientacji mapy

Kompas magnetyczny – przyrząd nawigacyjny służący do wyznaczania kierunku południka magnetycznego. W kompasie wykorzystywane jest zjawisko ustawiania się swobodnie zawieszonego magnesu wzdłuż linii ziemskiego pola magnetycznego. Kompas składa się z wąskiego, długiego i lekkiego magnesu (tzw. igły magnetycznej) ułożyskowanego na pionowej osi oraz tarczy z podziałką kątową (tzw. róży wiatrów). Współczesne kompasy wypełnione są płynem (zwykle alkoholem), co zapobiega drganiu igły utrudniającemu odczyt.
Kompasy magnetyczne źle działają w pobliżu:
- magnesów i przedmiotów z ferromagnetyków (stal, żeliwo)
- przewodów przewodzących prąd o dużym natężeniu,

gdyż obiekty te zakłócają naturalne pole magnetyczne Ziemi, a w rezultacie zniekształcają wskazania kompasu. Do kompasów nie można też zbliżać ciał silnie naelektryzowanych. Pomimo tego, że metalowa obudowa przeciwdziała elektryzowaniu igły, w szczególnych przypadkach na igłę mogą działać siły elektrostatyczne zakłócające pomiar.

## Poprawki w nawigacji z kompasem magnetycznym
Nawigacja przy użyciu kompasu magnetycznego wymaga uwzględnienia poprawek.
Ze względu na różne położenie biegunów magnetycznych i geograficznych, im większa szerokość geograficzna, tym większe odchylenie między południkiem geograficznym a magnetycznym wskazywanym przez kompas (wpływ ma też niejednolitość pola magnetycznego Ziemi (patrz: deklinacja magnetyczna)) i dlatego powyżej 85° N lub S przestają one spełniać swoje zadanie.
Obiekty znajdujące się w pobliżu kompasu – na przykład stalowy kadłub statku – mogą zakłócać jego wskazania (patrz: dewiacja kompasu).

## Historia
Pierwsza wzmianka o użyciu w nawigacji igły magnetycznej, unoszącej się na wodzie w naczyniu, jest w chińskiej książce Zhu Yu Pingzhou Ke Tan z 1117, choć Shen Kuo opisał kompas już w 1088 w Mengxi Bitan.
W Europie pierwsza wzmianka o igle magnetycznej i jej wykorzystaniu w żegludze jest w De naturis rerum (O naturze rzeczy) Alexandra Neckamana napisanej prawdopodobnie w 1190 roku w Paryżu.
Busola (igła magnetyczna w pustym pudełku obracająca się na trzpieniu), znana jest w Europie od co najmniej roku 1300. W Chinach w takiej formie znany jest od przełomu XVI i XVII wieku.

## Kompas a busola
Pierwotnie kompasem nazywano igłę magnetyczną w pudełku z umieszczoną pod igłą podziałką w stopniach. Stąd wzięła się nazwa kompas (z włoskiego „compaso” – podziałka). Współcześnie mianem kompasu przyjęło się nazywać pudełko z igłą magnetyczną oraz z podziałką w stopniach (lub tysiącznych). Natomiast busola to pudełko z igłą magnetyczną i podziałką oraz wyposażone w urządzenie służące do celowania, pomagające w wyznaczeniu azymutu. Może to być np. ruchomy pierścień z muszką i szczerbinką. Czasami w pokrywie busoli umieszczane jest lusterko, które pomaga w jednoczesnym celowaniu i odczytywaniu wskazania igły magnetycznej.